# Maladie de La Peyronie
 Mise en garde médicale
La maladie de La Peyronie (aussi appelé Induratio penis plastica) est une sclérose des corps caverneux, responsable d'une déviation de la verge en érection. 
La maladie de La Peyronie a été décrite par François de La Peyronie en 1743. Ce chirurgien du roi Louis XV a donné son nom à la maladie de La Peyronie mais aussi aux plaques de La Peyronie. Il s'agit d'une infiltration scléreuse du tissu conjonctif. Cette sclérose plus ou moins étendue en longueur voire en profondeur peut entraîner une déviation de la verge voire une dysfonction érectile. En effet, l'érection va jusqu'à la plaque. Le plus souvent cette anomalie n'entraîne aucune gêne particulière. Cette maladie affecte environ 1 à 5 % des hommes.
Le cas historique le plus célèbre de maladie de La Peyronie est sans doute celui du roi de France Henri II qui souffrait du vit-tort, ce qui a compromis sa capacité à faire des enfants à Catherine de Médicis, jusqu'à ce que le médecin Jean Fernel recommande au couple royal d'adapter leur position lors des rapports sexuels. 

## Signes et symptômes

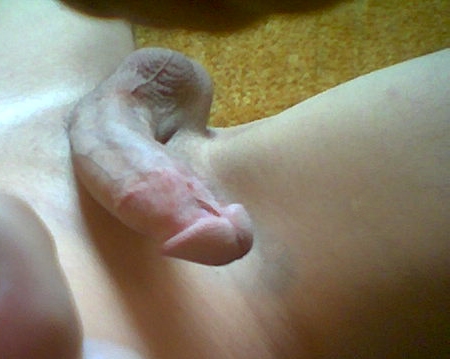
La maladie de La Peyronie est caractérisée par une courbure anormale de la verge en érection

En général, la maladie survient vers la cinquantaine. Deux tiers des hommes atteints ont entre 40 et 60 ans, sont de type européen et plus spécialement les hommes ayant le groupe sanguin A+. Avant même la présence
de la (ou les) plaques, l'érection peut être douloureuse. Une fois les plaques apparues, la douleur disparaît le plus souvent. Pour d'autres hommes, il n'existe pas de phases douloureuses, mais la verge se coude peu à peu. À l'état flaccide, on palpe parfois des plaques indurées d'un ou des corps caverneux. Le plus souvent, les plaques se trouvent sur le dos de la verge, qui se coude alors vers le haut.
La courbure de la verge doit inciter le malade à aller voir un médecin.

## Physiopathologie
La sclérose d'une portion des corps caverneux est responsable lors de l'érection d'une déviation de la verge, secondaire à l'absence d'expansion d'un des corps caverneux.
Souvent le corp caverneux affecté devient rigide lors des érections, mais la plaque cicatricielle diminue la longueur de celui-ci, étant donc plus petit que les autres, cela provoque une courbure plus ou moins importante du pénis lors de l’érection, la courbure dépend, donc alors, de la grosseur de la plaque cicatricielle.

## Étiologie
Des recherches récentes avancent une hypothèse immunologique.

## Pathologies associées
- Maladie de Dupuytren (fibrose palmaire entraînant une flexion des doigts)
- Maladie de Ledderhose (fibrose plantaire entraînant une flexion des orteils)
- Diabète
- Hypertension artérielle
- Arthrites

## Variation
Les premiers symptômes sont une douleur intense provenant de l'intérieur du pénis lors de l'érection, et s'intensifiant avec le temps. Après quelques mois, la douleur diminue mais il y a un manque de rigidité sur le dessus de la partie du pénis, en avant du gland. Les comprimés "Viagra", "Cialis" et autres ne peuvent rien pour un tel cas. Les modes de relations sexuelles se trouvent diminués. La méthode en ciseaux, la femme sur le dos et l'homme sur le côté, devient alors la plus appropriée[réf. nécessaire].

## Diagnostic différentiel
- Coudure congénitale et non pas acquise (traitement identique)
- La brièveté du frein
- L'hypospadias

## Diagnostic étiologique
La maladie n'a aucune cause connue à ce jour et donc aucun traitement à visée étiologique.
Par poussées avec amélioration ou aggravation de la coudure en fonction du caractère symétrique ou asymétrique de l'atteinte des corps caverneux.
Elle se stabilise après une période de quinze à vingt-quatre mois et souvent régresse légèrement.

## Conséquences
La maladie de La Peyronie peut avoir des conséquences physiques et psychologiques dévastatrices. La plupart des hommes continueront à avoir des relations sexuelles, mais le degré de courbure de la verge et la dysfonction érectile peuvent entraîner des difficultés à avoir des rapports normaux. Il n'est pas rare de voir des hommes affligés de la maladie subir une dépression mais, la plupart du temps, la maladie est qualifiée de bénigne.

## Traitement

### Traitement oral
La vitamine E, à la dose de 200 mg trois fois par jour, a été proposée mais l'amélioration très modeste observée n'était pas supérieure au placebo. Il est donc difficile d'en recommander l'utilisation. La procarbazine a aussi été essayée mais n'a pas été plus efficace que la vitamine E. Pour le Potaba (para-aminobenzoate de potassium), une étude publiée en 2000 était aussi décevante[source insuffisante].

### Traitement local
Les injections locales de vérapamil dans les plaques (10 mg deux fois par semaine, pendant six à douze semaines) semblent une option raisonnable pour les déformations dépassant 30° (réduction du volume des plaques dans 57 % des cas[source insuffisante]. Mais il n'est pas impossible que ce soit l'injection de produit localement qui améliore la situation quel que soit le produit[source insuffisante]. Une étude qui comparait l'injection de placebo à l'injection d'interféron alpha-2b a en effet montré que le placebo était efficace pour réduire la déformation objective (elle est passée de 49° à 40° ±8,6 – et 36,8° avec l'interféron).

### Interventions chirurgicales
Trois interventions sont possibles :
- intervention de Nesbit (en) ou redressement de la verge ou cavernoplastie[8], éventuellement modifiée type Yachia[9] ou Gholami[10],[11] ;
- une exérèse de la plaque plus remplacement de celle-ci par une greffe veineuse ou tissu synthétique ;
- mise en place d'un implant pénien, plus ou moins modeling ou corporoplastie en cas d'impuissance.

Les résultats sont bons notamment pour la première intervention. Celle-ci peut se pratiquer en chirurgie ambulatoire ou au cours d'une courte hospitalisation de 24 à 48 heures sous anesthésie locale ou générale.
Il existe un raccourcissement de la verge en post-opératoire de 1  à   2 cm dont il faut prévenir le patient.
Un traitement anti-érection (cyprotérone : Androcur) est prescrit pendant un mois pour éviter une rupture des points sur les corps caverneux. L’exérèse de la plaque est plus délicate et peut entraîner une impuissance secondaire dont il faut prévenir le patient. La mise en place de prothèse donne de bons résultats en cas d'impuissance associée.